# Płaskowyż Nazca

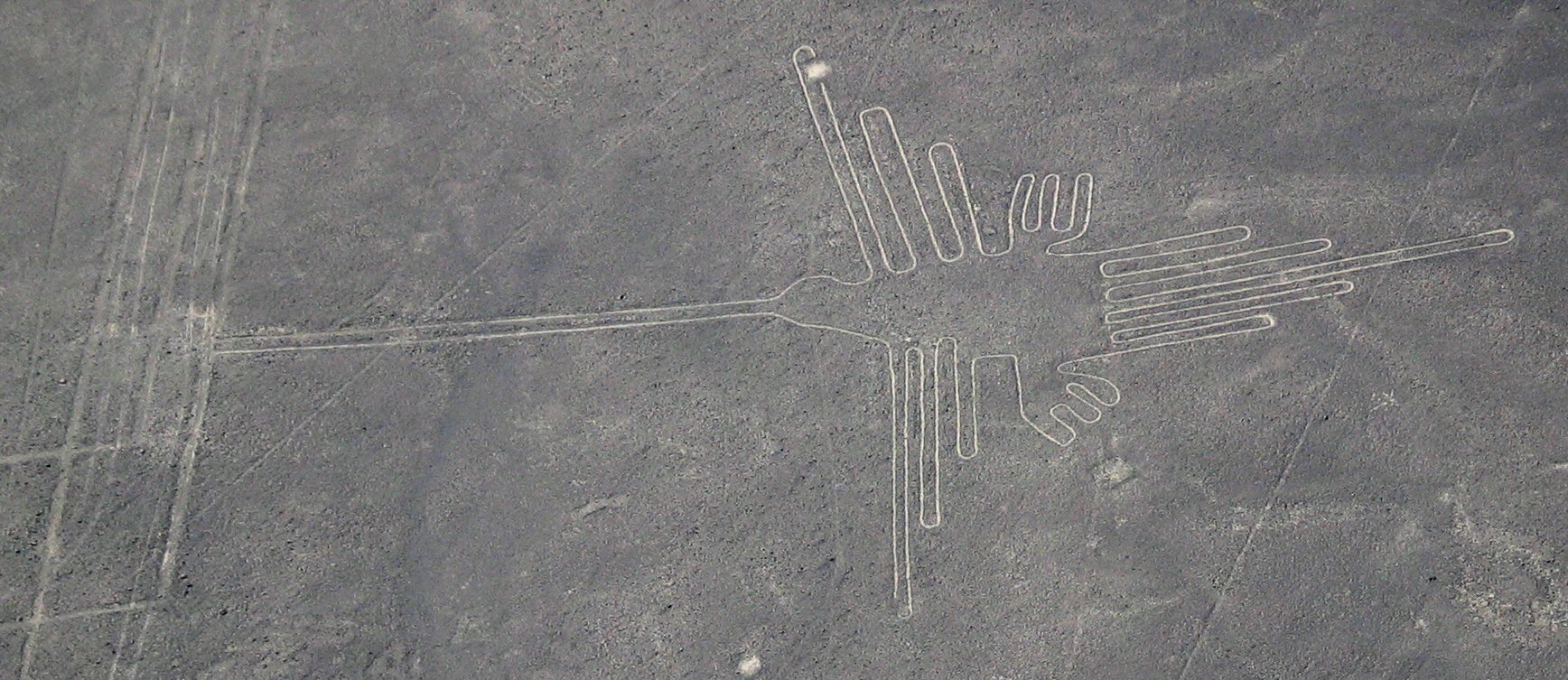
Koliber – rysunek na płaskowyżu Nazca

Nazca – pustynny płaskowyż w Ameryce Południowej położony w południowo-zachodniej części Peru w paśmie Kordyliery Nadbrzeżnej.
Płaskowyż znany jest zwłaszcza z tzw. Rysunków z Nazca – systemu linii, które oglądane z góry wyobrażają kształtem zwierzęta lub figury geometryczne będących dziełem kultury Nazca. Są to naziemne geoglify, rysunki wykonane metodą nasypową. Rozciągają się one na przestrzeni kilkuset metrów jeden (pająk, kondor, drzewo). Widziane w całości mogą być tylko z lotu ptaka.